# گفتگوهای مدیترانه‌ای
گفتگوهای مدیترانه‌ای که برای اولین بار در سال ۱۹۹۴ شروع به فعالیت کرد، یک مجمع همکاری بین ناتو و هفت کشور مدیترانه است. هدف اعلام شده این مجمع «ایجاد روابط خوب و درک متقابل و اعتماد بهتر در سراسر منطقه، ارتقای امنیت و ثبات منطقه و تبیین سیاست‌ها و اهداف ناتو» است.
گفتگوها منعکس کننده دیدگاه ناتو است که امنیت در اروپا با امنیت و ثبات در دریای مدیترانه پیوند خورده است. این مجمع همچنین اتحادیه همکاری اروپایی-مدیترانه‌ای و سازمان امنیت و همکاری اروپا را تقویت و تکمیل می‌کند.

## اعضا

کشورهای عضو ناتو
برنامه اقدام عضویت
شریک فرصت‌های گسترش
برنامه اقدام شراکت فردی
کشورهای مشارکت در امر صلح
کشورهای گفتگوهای مدیترانه‌ای
ابتکار همکاری استانبول (ICI)
شرکای جهانی

گفتگوی مدیترانه‌ای ابتدا با پنج کشور آغاز شد اما با گذشت زمان دو کشور دیگر به آن افزوده شد.
اعضای اولیه
- مصر (در ماه فوریه ۱۹۹۵ ملحق شد)
- اسرائیل (در ماه فوریه ۱۹۹۵ ملحق شد)
- موریتانی (در ماه فوریه ۱۹۹۵ ملحق شد)
- مراکش (در ماه فوریه ۱۹۹۵ ملحق شد)
- تونس (در ماه فوریه ۱۹۹۵ ملحق شد)

اعضای بعدی
- اردن (در ماه نوامبر ۱۹۹۵ ملحق شد)
- الجزایر (در ماه مارس ۲۰۰۰ ملحق شد)

گسترش بالقوه
در اجلاس شیکاگو در سال ۲۰۱۲، سران کشورهای ناتو بیانیه‌ای صادر کردند که در آن از لیبی به عنوان شریک ناتو «در صورت تمایل» به واسطه گفتگوهای مدیترانه‌ای استقبال می‌شود. لیبی هنوز واکنشی در این مورد نشان نداده است.

## برنامه همکاری فردی (ICP)
در روز ۱۶ اکتبر ۲۰۰۶، ناتو و اسرائیل اولین برنامه همکاری فردی (ICP)  را تحت ارتقای گفتگوهای مدیترانه‌ای نهایی کردند‌ که طبق آن اسرائیل در عملیات تلاش مجدانه (Operation Active Endeavour) مشارکت خواهد داشت. برنامه همکاری فردی، بسیاری از زمینه‌های مورد علاقه دو طرف، همچون مبارزه با تروریسم و تمرینات نظامی مشترک در دریای مدیترانه را در بر می‌گیرد. توافق‌نامه‌های برنامه همکاری فردی بیشتری با مصر (۲۰۰۷) و اردن (۲۰۰۹) به امضا رسید و ناتو انتظار دارد در آینده توافق‌نامه‌های تکمیلی با سایر کشورهای عضو گفتگوهای مدیترانه‌ای به امضا برسد.